# الجيوفيزياء الأثرية

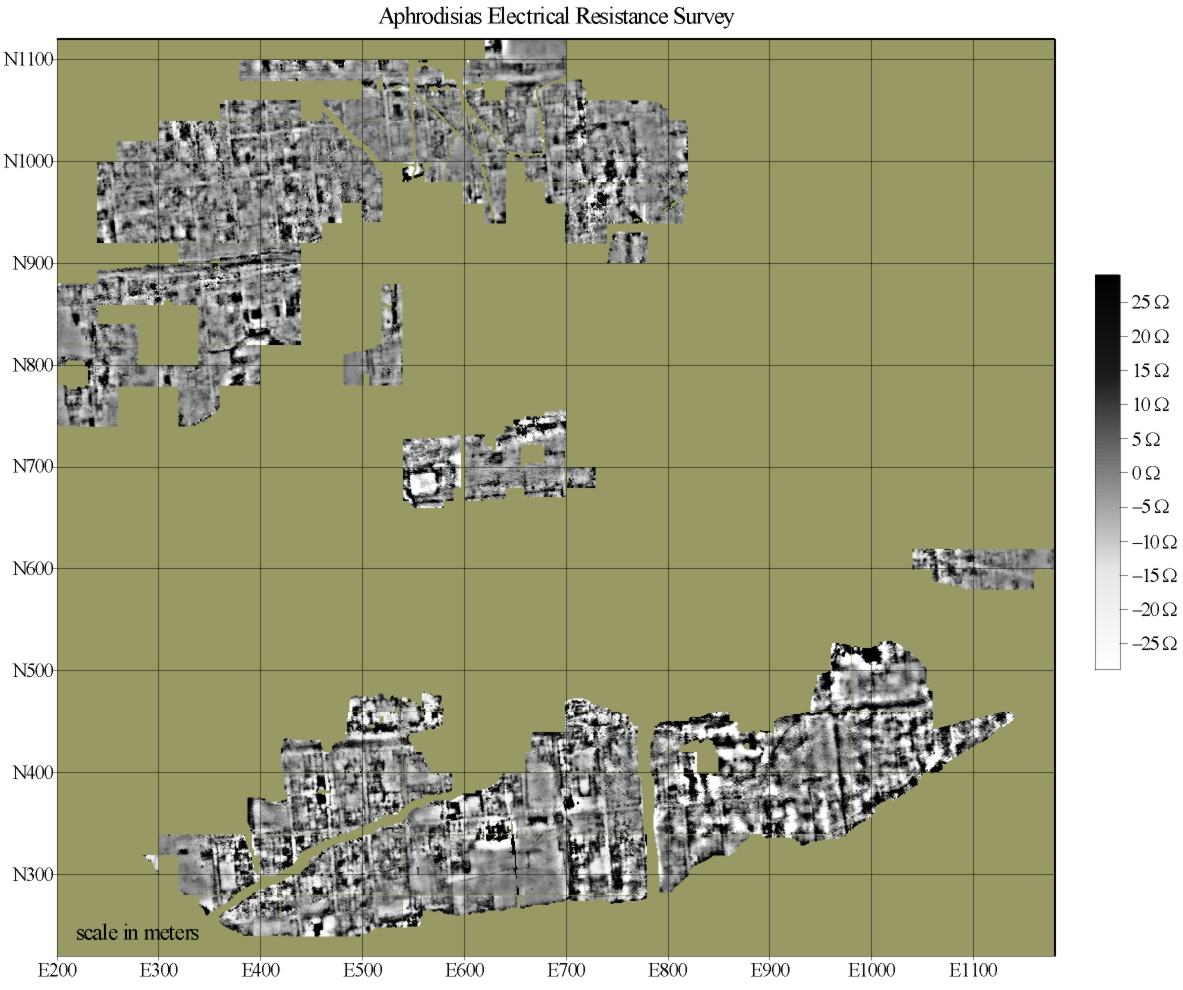
مسح المقاومة الكهربائية في موقع مدينة أفروديسياس القديمة جنوب غرب الأناضول

علم الجيوفيزياء الأثرية (Geophysical Survey in Archaeology) هو فرع متخصص من فروع علم الآثار يُعنى بتطبيق المبادئ والتقنيات الجيوفيزيائية غير التدميرية للكشف عن المواقع الأثرية المدفونة وتحليلها دون الحاجة إلى الحفر التقليدي. تعتمد هذه التقنيات على قياس التغيرات الفيزيائية الدقيقة في الطبقات الأرضية، مثل التغير في المجال المغناطيسي، المقاومة الكهربائية، الانعكاسات الكهرومغناطيسية، والخصائص الزلزالية، لتحديد مواقع الهياكل والأجسام المدفونة بدقة عالية.
يُعد هذا العلم أداةً جوهرية في التنقيب الأثري الحديث، حيث يساهم في تخفيف التأثير السلبي للحفر على المواقع التاريخية، ويساعد في تخطيط التنقيبات وتقييم المواقع قبل اتخاذ القرارات الحفرية، كما يلعب دورًا مهمًا في حماية التراث الثقافي من التدمير خلال مشاريع التنمية العمرانية.

## النشأة والتطور التاريخي
ظهر علم الجيوفيزياء الأثرية منتصف القرن العشرين، مستفيدًا من التقدم في مجال الجيوفيزياء الهندسية والمسح الجيولوجي. بدأت تجارب تطبيقية أولى في خمسينيات القرن الماضي باستخدام المسح المغناطيسي في مواقع رومانية ببريطانيا. ثم توسعت الدراسات لاحقًا لتشمل تقنيات المقاومة الكهربائية في الستينيات، ثم تطورت مع انتشار الحوسبة الرقمية في الثمانينيات، مما أتاح تحليلًا دقيقًا للبيانات وخرائط مفصلة.

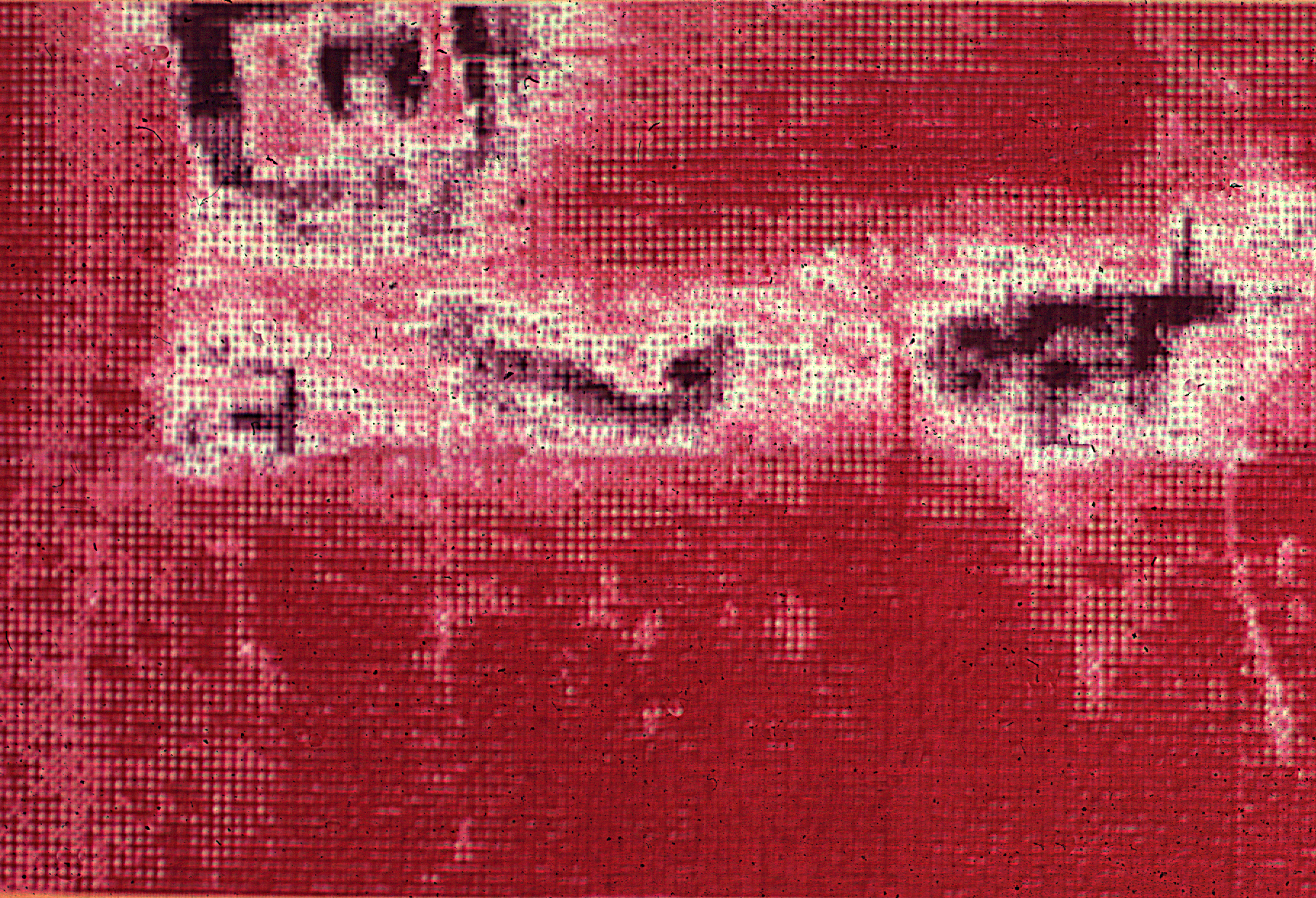
كشف المسح الكهربائي في برزان (فرنسا) عن بقايا معلم روماني مربع الشكل (فانوم).

شهدت العقود الأخيرة طفرة كبيرة مع إدخال تقنيات المسح ثلاثي الأبعاد، نظم المعلومات الجغرافية (GIS)، والرادار المخترق للأرض (GPR)، مما سمح بتوصيف أكثر تفصيلاً للمواقع الأثرية، وكذلك توسعت التطبيقات لتشمل التنقيب الوقائي والحفاظ على المواقع.

## التقنيات الأساسية
- المسح المغناطيسي

تعتمد هذه التقنية على قياس التغيرات المحلية في المجال المغناطيسي الأرضي الناتجة عن وجود مواد أثرية ذات خواص مغناطيسية مختلفة. تتميز بسرعتها وإمكانية تغطية مساحات واسعة، مع تكلفة مناسبة نسبيًا، لكنها قد تتأثر بالتشويش الناتج عن المعادن الحديثة.
- المقاومة الكهربائية للتربة

تعتمد على قياس مقاومة التربة لمرور تيار كهربائي ضعيف بين أقطاب موضوعة على سطح الأرض. تعطي نتائج دقيقة خصوصًا في التربة ذات الرطوبة المتغيرة.
- رادار اختراق الأرض (GPR)

يرسل نبضات كهرومغناطيسية عالية التردد ويستقبل الانعكاسات الناتجة عن اختلاف المواد. فعاليته تتأثر بخصائص التربة.

## التطبيقات الحديثة

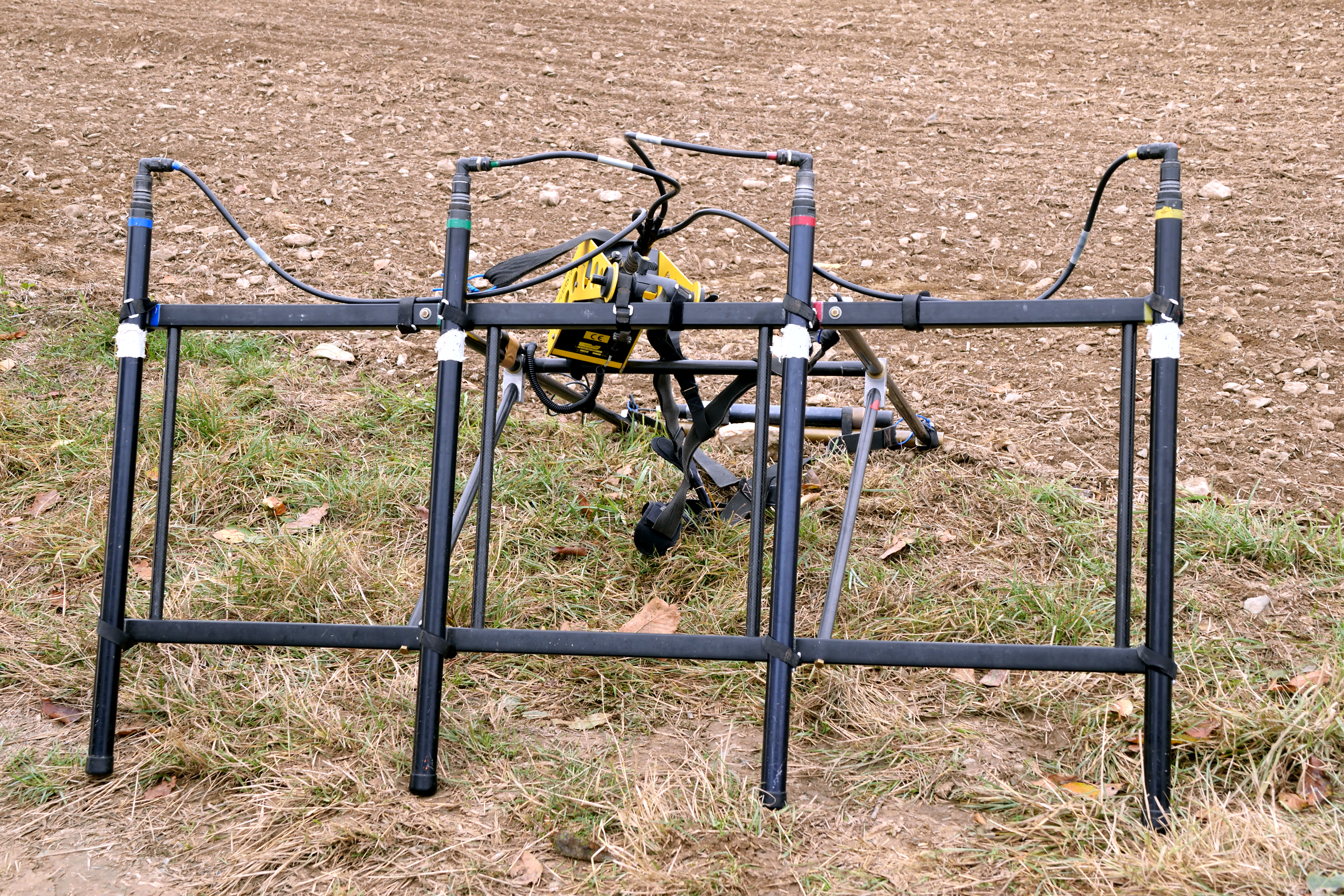
مقياس مغناطيسية بوابة التدفق (Fluxgate magnetometer) يُستخدم في المسح المغناطيسي للكشف عن التغيرات الطفيفة في المجال المغناطيسي للأرض في المواقع الأثرية.

شهد علم الجيوفيزياء الأثرية توسعًا كبيرًا في العقود الأخيرة، حيث تحوّل من استخدامات محدودة إلى مسوحات شاملة تُنتج خرائط ثلاثية الأبعاد دقيقة للمواقع الأثرية. من أبرز الأمثلة مشروع Stonehenge Hidden Landscapes في بريطانيا، الذي دمج تقنيات متعددة مثل المقاومة الكهربائية والمغناطيسية والرادار الأرضي ضمن بيئة تعتمد على نظم المعلومات الجغرافية (GIS)، ما أسفر عن اكتشاف هياكل أثرية مدفونة تعود إلى العصور النحاسية والبرونزية.
كما برز مشروع Sotto Siena في إيطاليا، حيث استُخدمت تقنية GPR عالية التردد مع المسح المغناطيسي لكشف أساسات كنيسة أثرية مدفونة تحت كاتدرائية سيينا، اعتمادًا على أجهزة محمولة وشبكة بيانات دقيقة.
وفي مصر، أسهمت المسوحات الجيوفيزيائية في منطقة El-Lisht، التي تعود إلى الدولة الوسطى، في تحديد مقابر وممرات وأسوار مدفونة باستخدام تقنيات الرادار الأرضي والمغناطيسية والمقاومة الكهربائية، مما ساعد على توجيه الحفريات الأثرية بدقة دون المساس بالطبقات الأصلية.
كما تم الكشف في واحة الداخلة، وبالتحديد في منطقة "ك 6" ضمن وادي المومياوات الذهبية، عن مقابر وغرف دفن غير موثقة سابقًا تعود للعصر الروماني، اعتمادًا على بيانات GPR والمقاومة الكهربائية.
وفي بلغراد (صربيا)، مكّن استخدام الرادار المخترق للأرض في موقع بوابة شتاربول من توثيق بقايا معمارية عثمانية مدفونة أسفل رصيف حديث، في إطار مشروع حضري حافظ على السلامة الأثرية دون الحاجة إلى تدخل مباشر.
أما في موقع أكراي بصقلية، فقد أدى دمج تقنيات GPR والمغناطيسية إلى إعادة بناء الخريطة العمرانية لمستوطنة يونانية قديمة مدفونة، ما ساهم في تعزيز الفهم البنيوي دون الإضرار بالموقع.
تُبرز هذه الأمثلة التنوع في تطبيقات الجيوفيزياء الأثرية وقدرتها على التكيف مع البيئات المختلفة، مما يجعلها أداة حيوية للحفاظ على التراث الثقافي وتخطيط عمليات التنقيب على أسس علمية دقيقة.

## التحديات والقيود
رغم التقدم والتوسع، تواجه الجيوفيزياء الأثرية عدة قيود:
تأثير الخصائص الجيولوجية: خاصة التربة الطينية والرطبة التي تمتص إشارات الرادار، مما يؤدي إلى ضعف الأداء في تقنيات رادار اختراق الأرض (GPR) والرادار الأرضي.
الحاجة إلى تفسير بشري متخصص: البيانات الضخمة الناتجة تحتاج خبراء لتجنب الإشارات الكاذبة التي قد تنتج عن عوامل طبيعية أو تشويشات صناعية.
تكلفة وإمكانية الوصول: الأدوات المتقدمة قد تكون مكلفة، مع صعوبة دعمها في البلدان ذات الموارد المحدودة.

## الخلاصة والمستقبل
تُعد الجيوفيزياء الأثرية اليوم عنصرًا لا غنى عنه في البحث الوقائي وحماية التراث، وتستمر في التوسع من خلال تقنيات مثل الاستشعار المتعدد والذكاء الاصطناعي. على الرغم من التحديات الجيولوجية والمالية، توفر هذه التقنيات وسيلة فريدة لإعادة رسم تاريخ الإنسانية دون حفر — وهو ما يجمع بين الجهد العلمي والتكنولوجيا والتخطيط الحضري العصري.